# Onosma troodi
Onosma troodi — це вид квіткової рослини родини Boraginaceae, що походить з Кіпру. Як правило, росте на ультраосновних ґрунтах. Цей ендемік можна знайти на серпантинах національного лісового парку Троодос на висоті від 1500 до 1950 метрів над рівнем моря. Це багаторічна рослина з дерев'янистою основою і кореневою частиною.